# Iglesia de San Martín (Morga)
La iglesia de San Martín es un edificio situado en el municipio español de Morga, en la provincia de Vizcaya.

## Descripción
El edificio se encuentra en el municipio español de Morga, perteneciente a la provincia de Vizcaya, en la comunidad autónoma del País Vasco. Se menciona como iglesia parroquial del lugar en el undécimo volumen del Diccionario geográfico-estadístico-histórico de España y sus posesiones de Ultramar de Pascual Madoz, en la entrada correspondiente a Morga, donde aparece descrita con las siguientes palabras:

la igl. parr. (San Martin), está servida por 3 curas beneficiados y 2 sacristanes, pero uno de estos con otro de los primeros asiste á la aneja titulada Andra Maria ó Ntra. Sra. de los Remedios: en la igl. matriz, fundada en el siglo VII y reedificada de nueva planta hácia los años 1580, existe un nicho en la pared, donde segun tradicion descansan los restos mortales de D. Munso ó Munio Lopez, señor de Vizcaya, muerto por su hijo D. Iñigo Ezquerra sobre el año 920
(Madoz, 1848, p. 326)